# Britpop
A britpop brit zenei mozgalom az amerikai pop visszaszorítása érdekében.

## Története
A britpop Nagy-Britanniából, azon belül is Angliából eredő könnyűzenei stílus. Célja az amerikai zeneipar visszaszorítása volt és az az elleni tiltakozás. A stílus leginkább az akkori felkapott grungeot kritizálta (Nirvana, Pearl Jam, Soundgarden stb.). Ehhez kapcsolódik egy Noel Gallagher mondás: "Egy grungeos felmegy a színpadra és agyonszúrja magát... rajongani fognak érte, mi meg, akik ismerjük a dezodort, nem találunk megértő fülekre". Ez az idézet még ha nem is teljesen és reálisan, de felvázolja a britpop és grunge közötti különbséget. Míg a grunge zúzós és szétcsúszott káosz volt, addig a britpop összeszedett, a britek ízléséhez igazított zenei irányvonal volt. Az alapját a Beatles zenéje adja.
A legnevesebb britpop előadók, zenészek nem egyeznek a legismertebbekkel, viszont az idő múlásával folyamatosan lett tökéletesebb, populárisabb a britpop ipara. Az első képviselői a Suede a Pulp és a Stone Roses voltak. Ők taposták ki az utat az Oasis és a Blur előtt, akik a hírhedt britpop csatáig hergelték magukat. A két zenekar először barátságban, békességben létezett egymás mellett de a szemtelen brit újságok egymás ellen uszították őket "Ideje lenne eldönteni ki a jobb" címszavakkal. Mígnem a Blur az Oasis kislemez kiadáshoz igazította az övét. A Blur a "Country House"-t indította míg az Oasis a "Roll with it"-et. A kislemezek 50.000-es nagyságban keltek, a Blur pár ezerrel több eladással büszkélkedhetett. A hírhedt britpop csata itt lezárult, azt azonban nem árt megjegyezni, hogy a Blur csak a csatát nyerte meg. Az Oasis "What the Story (Morning Glory?)"-ja sokkal jobban fogyott mint a Blur "The Great Escape" című lemeze. A Britpop virágkorát ekkor élte, bár ma is sokan mondják, hogy ma is fennáll, de magát a fogalmat a más zenei irányzatok "ellenzéséhez" kötik és az 1997-es évben megjelenő gyengébb Oasis lemez "Be Here Now" az el alternativrockosodó Blur és a Radiohead "OK Computer"-e lezárták az igazi britpop stílust. Mai képviselői közé rengeteg együttes tartozik, azonban kevés tűnik ki és visz színt a zenéjébe. Ilyen a Travis, Keane, Coldplay (első 2 lemeze).

## Fontosabb mérföldkövei
- Suede   - Suede (album)   (1993)
- Oasis - Definitely Maybe (1994)
- Oasis - (What’s the Story) Morning Glory? (1995)
- Oasis - Be Here Now (1997)
- Blur - Modern Life Is Rubbish (1993)
- Blur - Parklife (1994)
- Pulp - Different Class (1995)
- Blur - Great Escape (1995)
- Blur - Blur (1997)
- Radiohead - The Bends (1995)
- Radiohead - OK Computer (1997)